# 良乡大学城西站
良乡大学城西站是一个位于中国北京市房山区拱辰街道长虹路与攬秀北街交叉口，属于北京地铁房山线的地铁车站。

## 位置
良乡大学城西站位于北京市房山区长虹西路（东西向）与揽秀北大街－揽秀南大街（南北向）交汇处西侧，呈东西走向。

## 结构

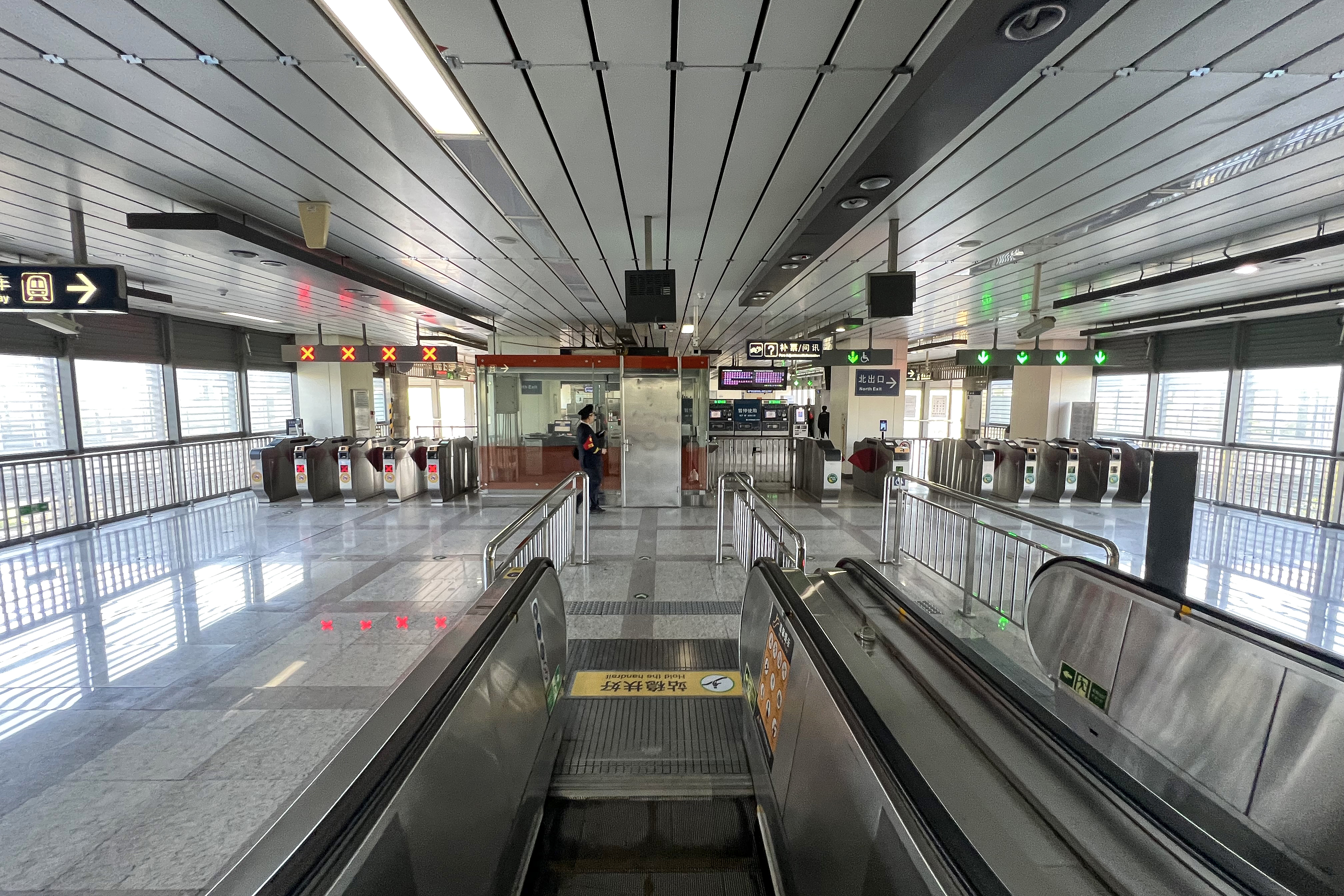
站厅

该站为高架车站，岛式站台设计。

### 车站楼层
| 地上三层 站台层 |                              | █ 房山线非跨线车往东管头南／跨线车往国家图书馆 ( █ 9号线) （良乡大学城） |
| 地上三层 站台层 | 岛式站台，左側開门           |                                                                          |
| 地上三层 站台层 | █ 房山线往阎村东（良乡南关） |                                                                          |
| 地上二层 站厅层 | 站厅                         | 客务中心、自动售票机、进出站闸机                                         |
| 地面层          | 出入口                       | A－B出入口                                                               |

## 出入口
|                           |          |                                |      |            |  |
| 编号                      | 指示     | 建议前往的目的地               | 图片 | 无障碍设施 |  |
| 出口 · A · 1 · 升降机标志 | 长虹东路 | 良常路、昊天嘉园、瑞雪春堂     |      |            |  |
| 出口 · A · 2              | 长虹东路 | 揽秀北大街、东羊庄大厦、玉竹园 |      |            |  |
| 出口 · B · 升降机标志     | 长虹东路 | 揽秀南大街、荷园北路、鸿顺园   |      |            |  |
| 註： 設有                 |          |                                |      |            |  |